# Список песен группы «ВИА Гра»

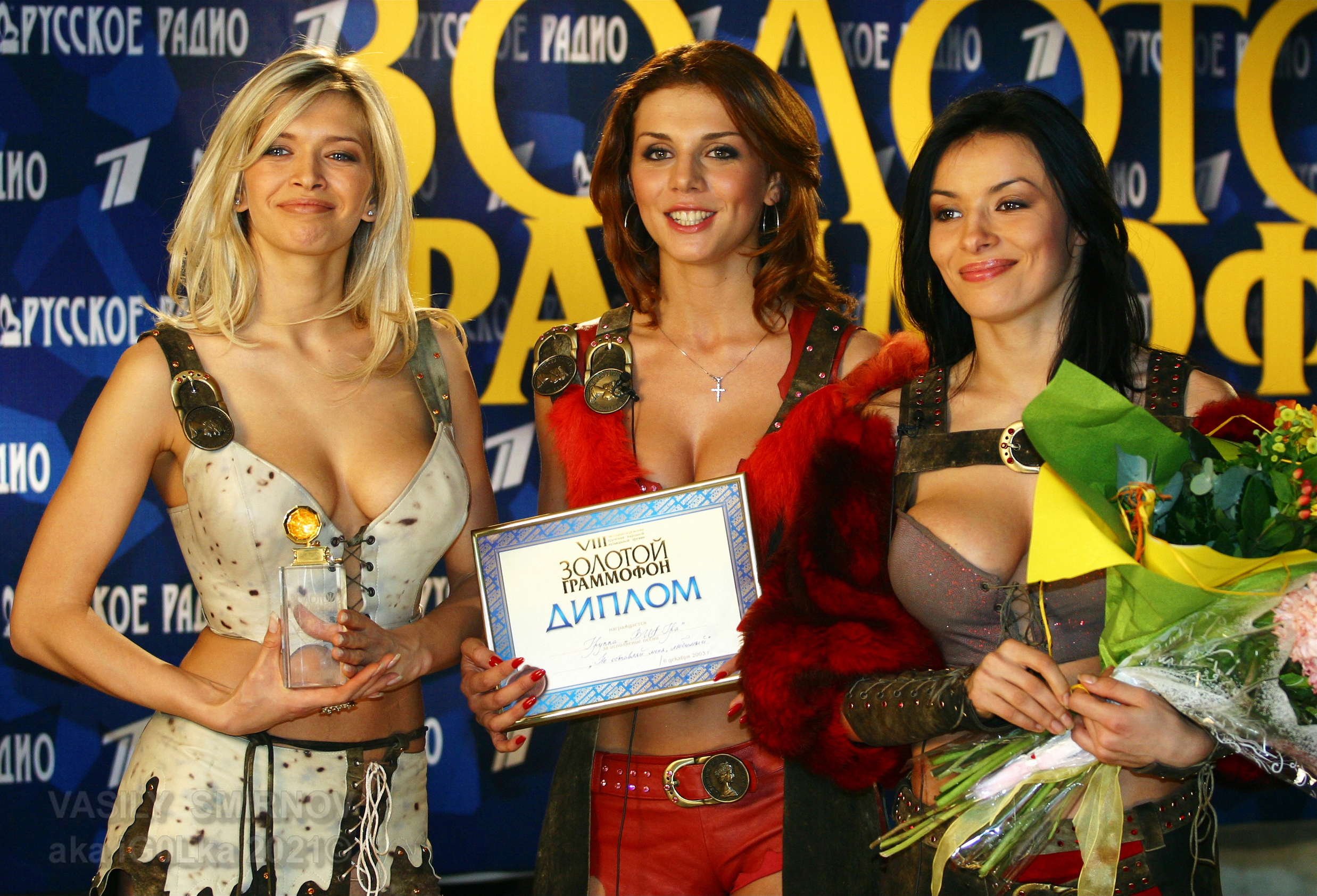
«ВИА Гра» на премии «Золотой граммофон» в 2003 году (слева направо: Вера Брежнева, Анна Седокова, Надежда Грановская)

За свою карьеру украинская музыкальная группа «ВИА Гра» записала более семидесяти песен, включая композиции из пяти студийных альбомов, пять песен для трёх мюзиклов и кавер-версии песен других исполнителей.
В сентябре 2001 года «ВИА Гра» выпустила дебютный студийный альбом «Попытка № 5». Альбом содержит одиннадцать композиций, имевшихся в репертуаре группы, а также два ремикса на песню «Я не вернусь». Все песни были написаны Константином Меладзе, а продюсером выступил Дмитрий Костюк. В том же году «ВИА Гра» записала песню «Появись, мой суженый» при участии украинской певицы Ани Лорак для саундтрека к фильму «Вечера на хуторе близ Диканьки». В июле 2002 года группа переиздала первый альбом, включив в себя новую песню «Стоп! Стоп! Стоп!» и ремиксы на неё. Зимой того же года была записана композиция «Я не поняла», предназначавшаяся для фильма-мюзикла «Золушка» при участии Верки Сердючки.
Релиз следующего студийного альбома группы, «Стоп! Снято!» состоялся в апреле 2003 года. Впрочем, это больше макси-сингл, чем альбом. Он включает в себя пять песен и семь ремиксов. В сентябре того же года состоялся релиз третьего альбома Stop! Stop! Stop!, и в частности, первого англоязычного альбома группы, состоявшего из пятнадцати песен. Автор музыки всех песен — Константин Меладзе, автор слов (за исключением японоязычной «愛の罠 (Ai No Wana)») — Алексей Крузин. Альбом был выпущен под псевдонимом V.I.A. «Gra», но получив угрозу судебного иска от производителей препарата, группе был дан псевдоним Nu Virgos. Уже в ноябре этого же года группа выпустила четвёртый альбом «Биология», сделанный по тому же принципу, что и «Стоп! Снято!» — несколько песен плюс ремиксы. В 2004 году были выпущены три песни, записанные для саундтрека к мюзиклу «Сорочинская ярмарка». Одна композиция была написана полностью Константином Меладзе, две другие в соавторстве с Дианной Гольдэ.
В сентябре 2007 года был выпущен пятый студийный альбом, и в частности, второй англоязычный альбом группы, получивший название L.M.L.. Список композиций пластинки включает в себя десять песен, написанных Константином Меладзе в сотрудничестве с такими авторами, как Юрий Каминский, Алексей Крузин, Владимир Холяк, Матвей Аничкин, Александр Сидоренко и Ariana. В 2008 году ВИА Гра записала кавер-версию песни «Американская жена» российской рок-группы Колибри для саундтрека к фильму «Стиляги».

## Список песен
Синглы выделены жёлтым цветом. Студийные альбомы выделены синим цветом. Саундтреки выделены серым цветом. Сборники выделены зелёным цветом.

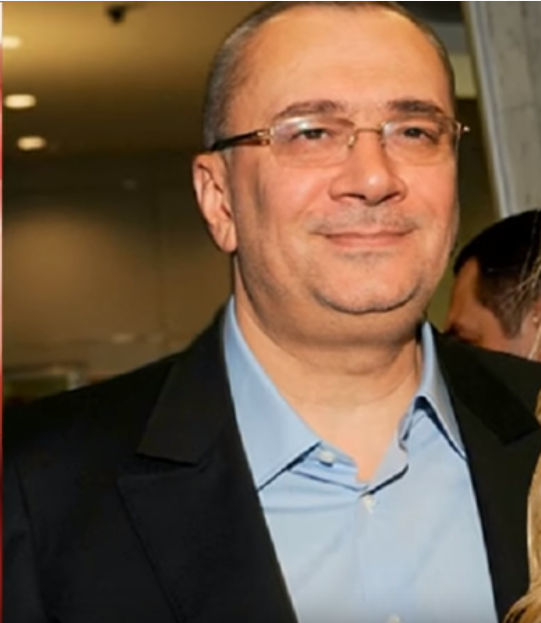
Константин Меладзе является основным автором песен ВИА Гры с 2000 года

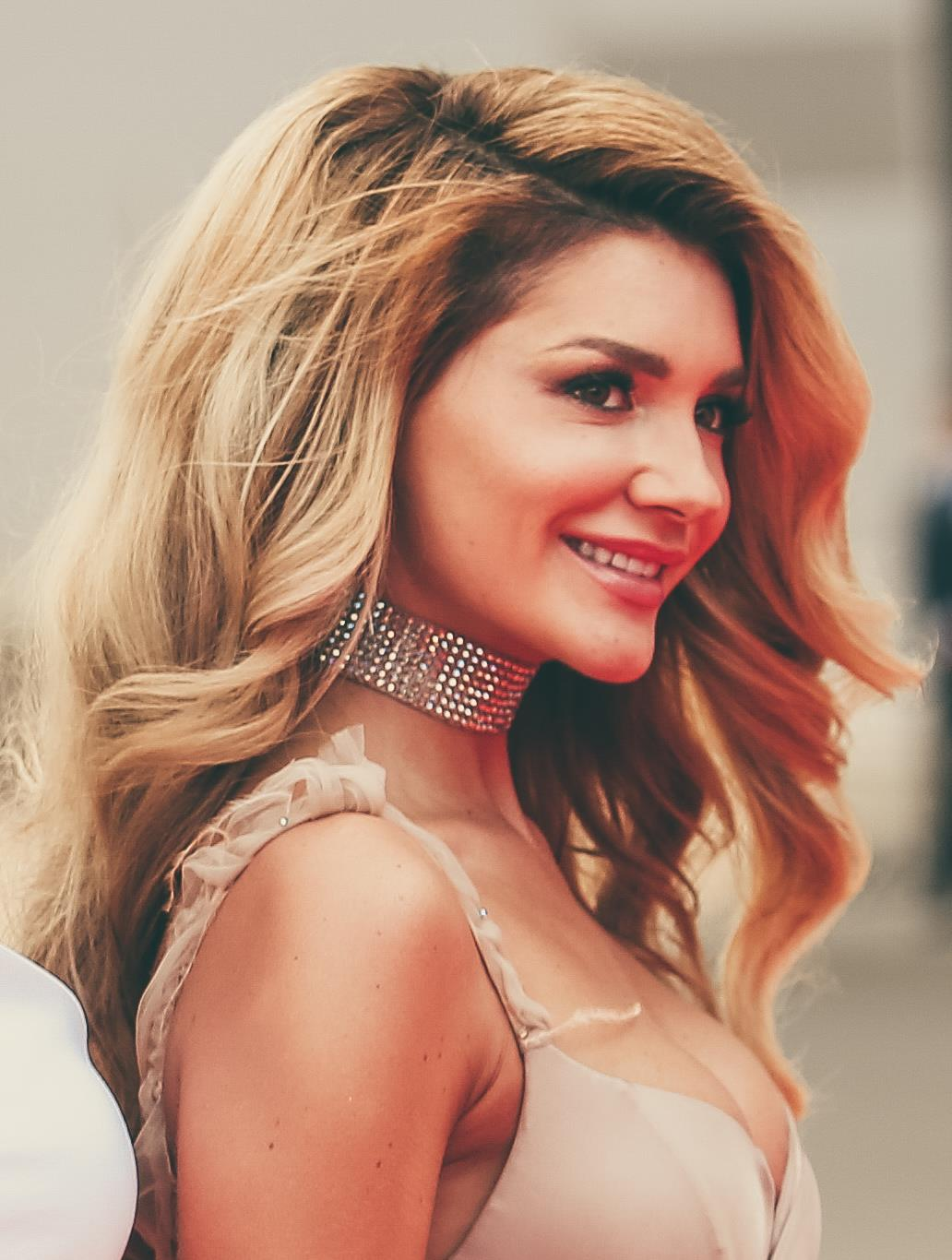
Миша Романова является соавтором песни «Моё сердце занято»

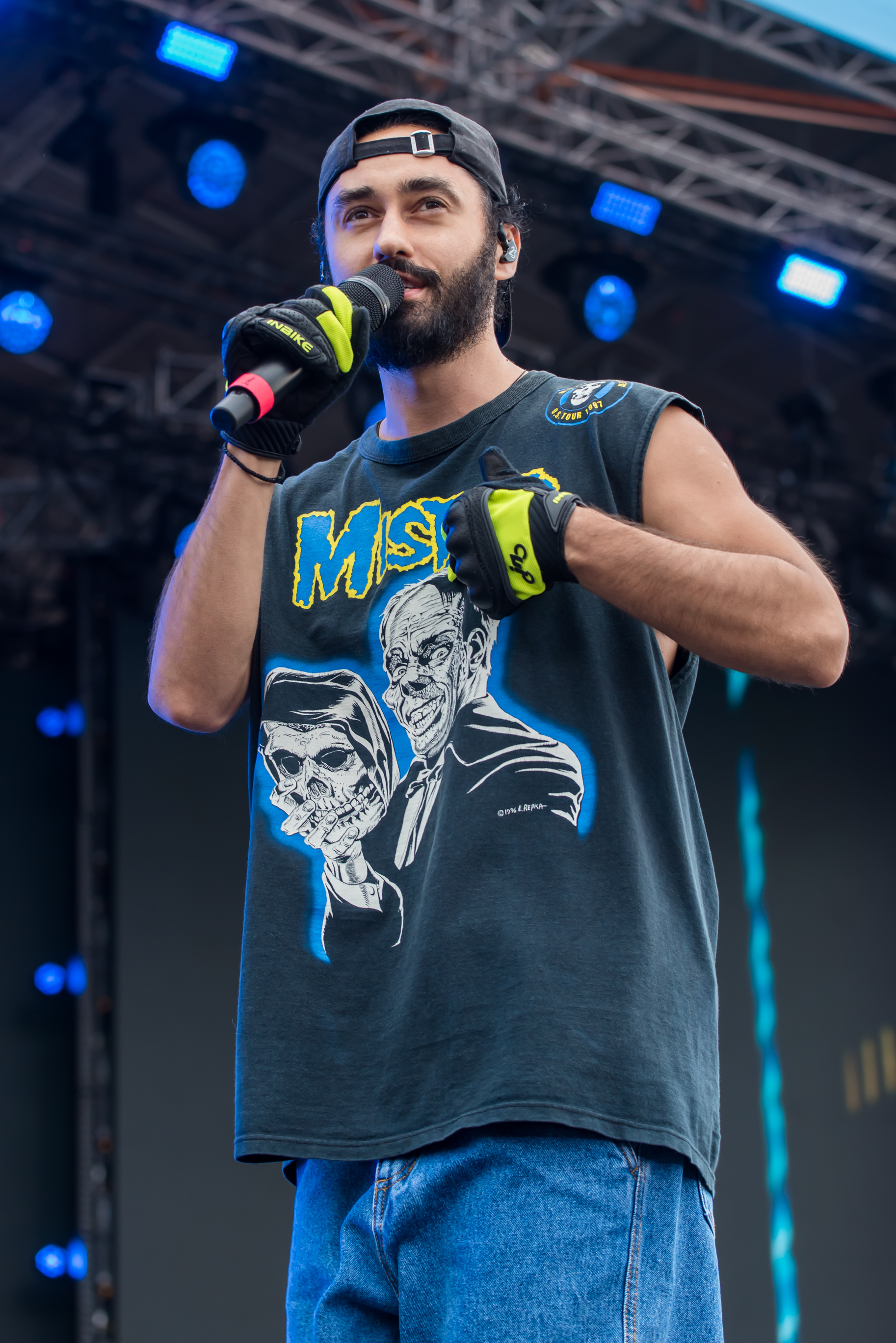
Мот является автором песни «Кислород», он также записал вокальную партию для трека

| Песня | Год  | Релиз                             | Автор(ы)                                                   | П             |
| --- | ---- | --------------------------------- | ---------------------------------------------------------- | ------------- |
| «1+1» | 2019 | —                                 | Константин Меладзе                                         | [ 8 ]         |
| «Алло, мам!» | 2012 | «Mp3 Play. Музыкальная коллекция» | Константин Меладзе                                         | [ 9 ]         |
| «Анти-гейша» | 2009 | —                                 | Константин Меладзе                                         | [ 10 ] [ 11 ] |
| «Биология» | 2003 | «Биология»                        | Константин Меладзе                                         | [ 5 ]         |
| «Бомба» | 2001 | «Попытка № 5»                     | Константин Меладзе                                         | [ 1 ]         |
| «Бриллианты» | 2005 | «Бриллианты»                      | Константин Меладзе                                         | [ 12 ]        |
| «В этом ты профессор» | 2003 | «Биология»                        | Константин Меладзе                                         | [ 5 ]         |
| «Вот таки дела» | 2003 | «Биология»                        | Константин Меладзе                                         | [ 5 ]         |
| «День без тебя» | 2010 | «Mp3 Play. Музыкальная коллекция» | Константин Меладзе                                         | [ 13 ]        |
| «Заклинание» | 2001 | «Попытка № 5»                     | Константин Меладзе                                         | [ 1 ]         |
| «Каждый день» | 2001 | «Попытка № 5»                     | Константин Меладзе                                         | [ 1 ]         |
| «Кислород» (при участии Мота) | 2014 | —                                 | Матвей Мельников Михаил Решетняк Евгений Лишафай Егор Глеб | [ 14 ]        |
| «Кто ты мне?» | 2016 | —                                 | Константин Меладзе                                         | [ 15 ]        |
| «Л.М.Л.» | 2006 | «Поцелуи»                         | Константин Меладзе                                         | [ 16 ]        |
| «ЛюбоЛь» | 2019 | —                                 | Константин Меладзе                                         | [ 17 ]        |
| «Манекен» | 2021 | —                                 | Константин Меладзе                                         | [ 18 ]        |
| «Мир, о котором я не знала до тебя» | 2003 | «Биология»                        | Константин Меладзе                                         | [ 5 ]         |
| «Мне оно не нравится» (при участии Анатолия Дяченко) | 2004 | «Сорочинская Ярмарка»             | Константин Меладзе                                         | [ 6 ]         |
| «Моё сердце занято» | 2017 | —                                 | Константин Меладзе Миша Романова                           | [ 19 ]        |
| «Не купишь любовь» (при участии Валерия Меладзе, Софии Ротару, Верки Сердючки и хора «Берегиня»)                                                           | 2004 | «Сорочинская Ярмарка»             | Константин Меладзе Дианна Гольдэ                           | [ 6 ]         |
| «Не надо» | 2003 | «Биология»                        | Константин Меладзе                                         | [ 5 ]         |
| «Не оставляй меня, любимый!» | 2003 | «Стоп! Снято!»                    | Константин Меладзе                                         | [ 3 ]         |
| «Нет ничего хуже» (при участии ТНМК) | 2005 | «Бриллианты»                      | Константин Меладзе                                         | [ 20 ]        |
| «Новый год с новой строчки» (при участии MBAND, Нюши, Юлианны Карауловой, Алексея Воробьёва, Елены Темниковой, Burito, Ханны, ST, Миши Марвина и ChinKong) | 2016 | —                                 | Анатолий Зубков Лара Д’Элиа                                | [ 21 ]        |
| «Обмани, но останься» | 2006 | «Поцелуи»                         | Константин Меладзе                                         | [ 22 ]        |
| «Обними меня» | 2000 | «Попытка № 5»                     | Константин Меладзе                                         | [ 1 ]         |
| «Ой говорила чиста вода» | 2004 | «Сорочинская Ярмарка»             | Константин Меладзе Дианна Гольдэ                           | [ 6 ]         |
| «Океан и три реки» (при участии Валерия Меладзе) | 2003 | «Биология»                        | Константин Меладзе                                         | [ 5 ]         |
| «Отпустил бы ты меня» | 2001 | «Попытка № 5»                     | Константин Меладзе                                         | [ 1 ]         |
| «Перемирие» | 2013 | «Всё лучшее в одном»              | Константин Меладзе                                         | [ 23 ]        |
| «Познакомься с моей мамой» | 2001 | «Попытка № 5»                     | Константин Меладзе                                         | [ 1 ]         |
| «Попытка № 5» | 2000 | «Попытка № 5»                     | Константин Меладзе                                         | [ 1 ]         |
| «Поцелуи» | 2007 | «Поцелуи»                         | Константин Меладзе                                         | [ 24 ]        |
| «Пошёл вон!» | 2010 | «Mp3 Play. Музыкальная коллекция» | Константин Меладзе                                         | [ 25 ]        |
| «Появись, мой суженый» (при участии Ани Лорак) | 2001 | «Вечера на хуторе близ Диканьки»  | Константин Меладзе                                         | [ 2 ]         |
| «Притяженья больше нет» (при участии Валерия Меладзе) | 2004 | «Бриллианты»                      | Константин Меладзе                                         | [ 26 ]        |
| «Продюсер» | 2003 | «Биология»                        | Константин Меладзе                                         | [ 5 ]         |
| «Рикошет» | 2020 | —                                 | Константин Меладзе                                         | [ 27 ]        |
| «Родниковая вода» | 2021 | —                                 | Константин Меладзе                                         | [ 28 ]        |
| «Сейчас или никогда» | 2001 | «Попытка № 5»                     | Константин Меладзе                                         | [ 1 ]         |
| «Спасибо за лето» | 2001 | «Попытка № 5»                     | Константин Меладзе                                         | [ 1 ]         |
| «Стоп! Стоп! Стоп!» | 2002 | «Попытка № 5» (переиздание)       | Константин Меладзе                                         | [ 1 ]         |
| «Сумасшедший» | 2009 | «Всё лучшее в одном»              | Константин Меладзе                                         | [ 29 ]        |
| «Так сильно» | 2015 | —                                 | Константин Меладзе                                         | [ 30 ]        |
| «У меня появился другой» (при участии Вахтанга) | 2014 | «Mp3 Play. Музыкальная коллекция» | Константин Меладзе                                         | [ 31 ]        |
| «Убей мою подругу» | 2002 | «Стоп! Снято!»                    | Константин Меладзе                                         | [ 3 ]         |
| «Цветок и нож» | 2006 | «Эмансипация»                     | Константин Меладзе                                         | [ 32 ]        |
| «Что же я наделала?» | 2001 | «Попытка № 5»                     | Константин Меладзе                                         | [ 1 ]         |
| «Это было прекрасно» | 2015 | «Всё лучшее в одном»              | Константин Меладзе                                         | [ 33 ]        |
| «Я не боюсь» | 2008 | «Эмансипация»                     | Константин Меладзе                                         | [ 34 ]        |
| «Я не вернусь» | 2001 | «Попытка № 5»                     | Константин Меладзе                                         | [ 1 ]         |
| «Я не поняла» (при участии Верки Сердючки) | 2002 | «Золушка»                         | Константин Меладзе                                         | [ 3 ]         |
| «Я полюбила монстра» | 2018 | —                                 | Константин Меладзе                                         | [ 35 ]        |
| «Galileo» | 2025 | —                                 | Константин Меладзе                                         | [ 36 ]        |
| «Good morning, папа!» | 2002 | «Стоп! Снято!»                    | Константин Меладзе                                         | [ 3 ]         |
| «My emancipation» | 2008 | «Эмансипация»                     | Константин Меладзе                                         | [ 37 ]        |
| ВИА Гра Дмитрия Костюка |      |                                   |                                                            |               |
| «Жива» | 2013 | —                                 | Алексей Малахов                                            | [ 38 ]        |
| «Магия» | 2013 | —                                 | Алексей Малахов                                            | [ 39 ]        |
| «Не ведая преград» | 2013 | —                                 | Алексей Малахов                                            | [ 38 ]        |

### Кавер-версии
ВИА Гра также записала несколько кавер-версий. В 2006 году группа перепела песню «Старинные часы» — композицию советской и российской певицы Аллы Пугачёвой. В 2008 году ВИА Гра записала кавер-версию песни «Американская жена» российской рок-группы «Колибри», написанной Ольгой Ципенюк по тексту Натальи Пивоваровой. Оригинальная запись была издана в 1991 году в альбоме «Манера поведения». Впоследствии, кавер-версия ВИА Гры вошла в сборник хитов «Эмансипация».  В период 2011 года группа записала два кавера: на песни Нины Бродской — «Звенит январская вьюга» и Arabesque — «Танцуем диско до утра». Обе песни не вошли на какие-либо релизы. В 2015 году, группа записала кавер-версию на песню «Параллельные» российского исполнителя грузинского происхождения Валерия Меладзе. Песня вошла в трибьют-альбом «ВМ от VM», изданный специально к 50-летию певца, в котором все песни артиста были исполнены его коллегами.
Сборники выделены зелёным цветом.
| Песня                                                                   | Год  | Релиз         | Автор(ы)                           | Ориг.           | П      |
| ----------------------------------------------------------------------- | ---- | ------------- | ---------------------------------- | --------------- | ------ |
| «Американская жена»                                                     | 2008 | «Эмансипация» | Наталья Пивоварова Ольга Ципенюк   | Колибри         | [ 41 ] |
| «Звенит январская вьюга»                                                | 2011 | —             | Александр Зацепин Леонид Дербенёв  | Нина Бродская   | [ 43 ] |
| «Параллельные»                                                          | 2015 | «ВМ от VM»    | Константин Меладзе                 | Валерий Меладзе | [ 42 ] |
| «Старинные часы»                                                        | 2006 | —             | Раймонд Паулс Илья Резник          | Алла Пугачёва   | [ 44 ] |
| «Танцуем диско до утра» (Disco Fever) (при участии Константина Меладзе) | 2011 | —             | Жан Франкфуртер Константин Меладзе | Arabesque       | [ 45 ] |

### Неизданные песни
Ниже представлен список официально не издававшихся песен, но когда-либо исполненных группой на концертах и телевизионных шоу.
| Название                                              | Автор(ы)                          | Год  | Примечания | Ист.   |
| ----------------------------------------------------- | --------------------------------- | ---- | --- | ------ |
| «Белая стрекоза любви»                                | Николай Воронов                   | 2012 | - Кавер-версия песни украинской группы Quest Pistols - Исполнена на 10-й юбилейной ежегодной национальной премии в области популярной музыки «Премия Муз-ТВ 2012»                    | [ 46 ] |
| «Гуцулочка»                                           | Давид Тухманов Сергей Островой    | 2010 | - Кавер-версия песни Эмиля Горовца - Исполнена в рамках 9-го международного конкурса молодых исполнителей популярной музыки «Новая волна 2010» на творческом вечере Давида Тухманова | [ 47 ] |
| «Если б я был султан» (при участии Александра Цекало) | Александр Зацепин Леонид Дербенёв | 2004 | - Кавер-версия песни Юрия Никулина - Исполнена в новогоднем музыкальном фильме «Ночь в стиле Disco»                                                                                  | [ 48 ] |
| «Лей, дождь мечты»                                    | неизвестно                        | 2006 | - Кавер-версия песни «It’s Raining Men» группы The Weather Girls - Исполнена в новогоднем музыкальном фильме «Первый дома»                                                           | [ 49 ] |
| «Мечтай»                                              | неизвестно                        | 2008 | - Кавер-версия песни «Quizás, quizás, quizás» Бобби Капо - Исполнена в музыкально-развлекательной телепрограмме Новогодняя ночь на Первом канале                                     | [ 50 ] |
| «Разведи огонь» (при участии MBAND)                   | Константин Меладзе                | 2017 | - Кавер-версия песни Валерия Меладзе - Исполнена в музыкально-развлекательной программе «Голубой огонёк»                                                                             | [ 51 ] |
| ВИА Гра Дмитрия Костюка                               |                                   |      | |        |
| «Если хочешь, останься»                               | Алексей Малахов                   | 2013 | - Исполнены на концерт-презентации обновлённого состава группы «ВИА Гра» | [ 38 ] |
| «Любовь на всех одна»                                 | Алексей Малахов                   | 2013 | - Исполнены на концерт-презентации обновлённого состава группы «ВИА Гра» | [ 38 ] |
| «Не отпускай меня»                                    | Алексей Малахов                   | 2013 | - Исполнены на концерт-презентации обновлённого состава группы «ВИА Гра» | [ 38 ] |
| «Она далеко»                                          | Алексей Малахов                   | 2013 | - Исполнены на концерт-презентации обновлённого состава группы «ВИА Гра» | [ 38 ] |

## Песни, выпущенные как Nu Virgos

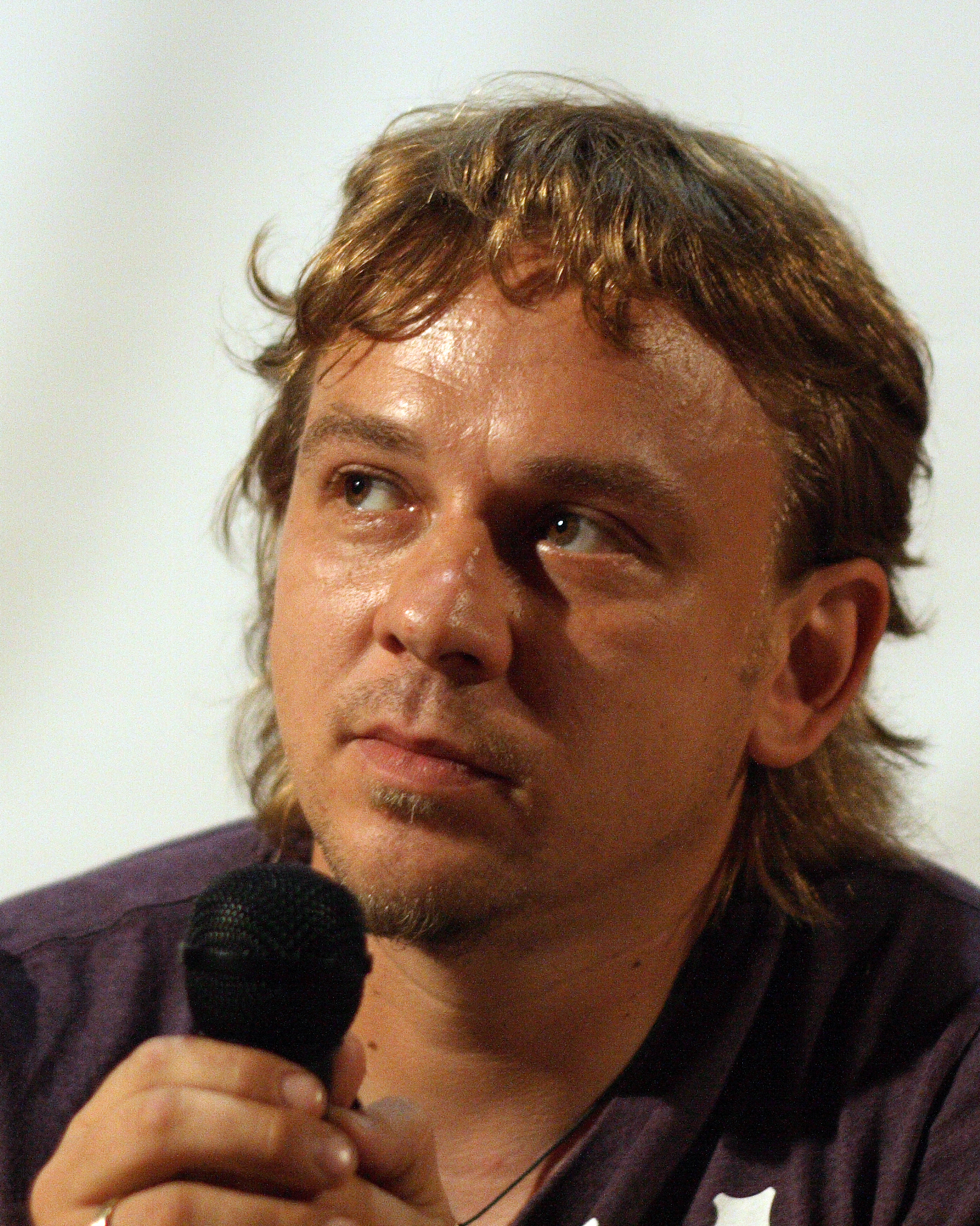
Александр Сидоренко является соавтором песни «I Don’t Want a Man»

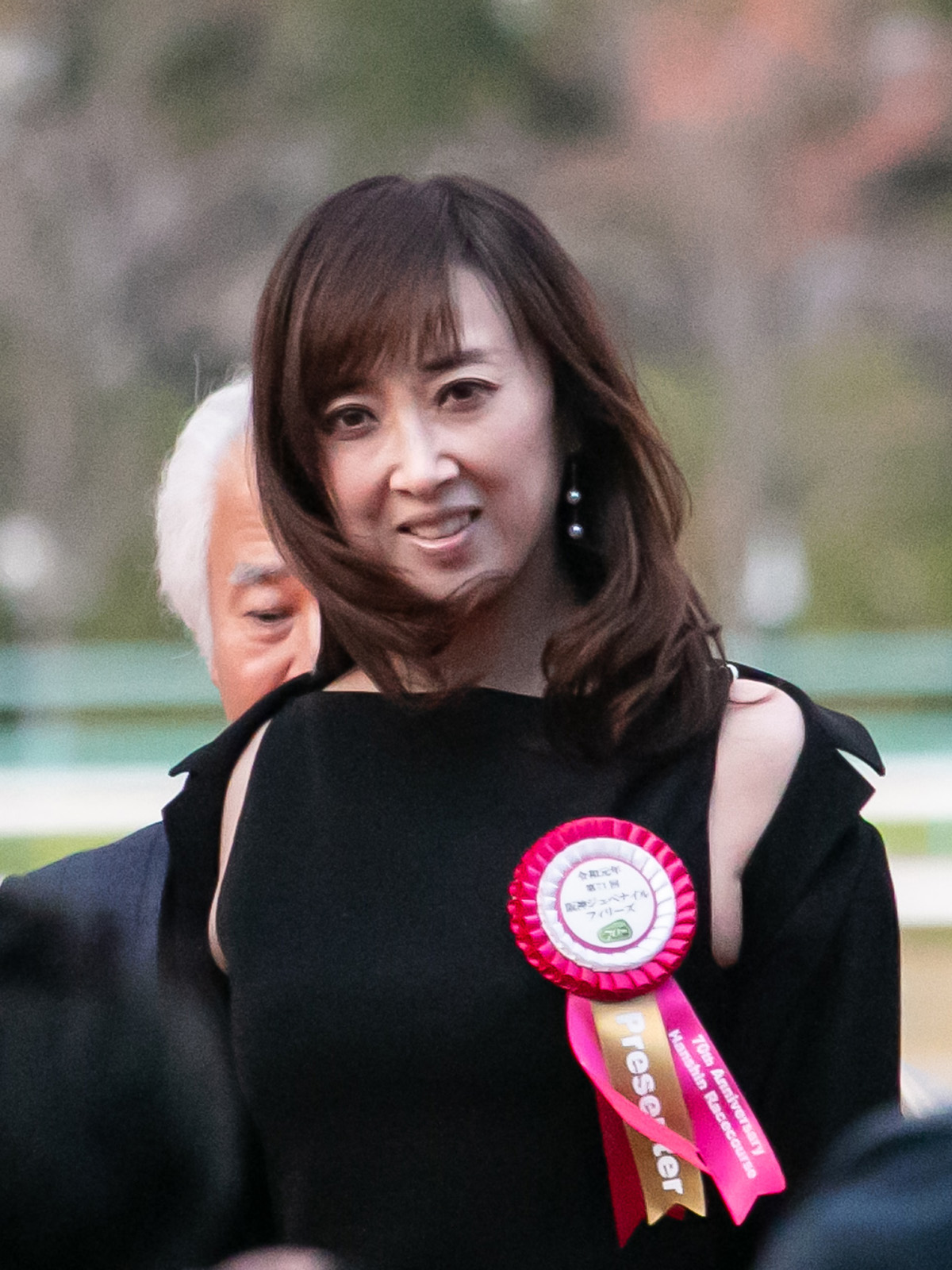
Дзюн Сибуки является соавтором песни «愛の罠 (Ai No Wana)»

| Содержание                                        |
| ------------------------------------------------- |
| # · D · E · G · H · I · K · L · M · N · S · T · W |

| Песня                                   | Год  | Релиз             | Автор(ы)                                                     | П      |
| --------------------------------------- | ---- | ----------------- | ------------------------------------------------------------ | ------ |
| «愛の罠» (Ai No Wana)                   | 2003 | Stop! Stop! Stop! | Константин Меладзе Дзюн Сибуки                               | [ 4 ]  |
| «Diamonds»                              | 2007 | L.M.L.            | Константин Меладзе Юрий Каминский                            | [ 7 ]  |
| «Director»                              | 2007 | L.M.L.            | Константин Меладзе Юрий Каминский                            | [ 7 ]  |
| «Don’t Ever Leave Me Love»              | 2003 | Stop! Stop! Stop! | Константин Меладзе Алексей Крузин Юрий Шепета                | [ 4 ]  |
| «Every Day»                             | 2003 | Stop! Stop! Stop! | Константин Меладзе Алексей Крузин                            | [ 4 ]  |
| «Good Morning, Daddy!»                  | 2003 | Stop! Stop! Stop! | Константин Меладзе Алексей Крузин Стефан Василишин           | [ 4 ]  |
| «Hold Me Closer»                        | 2003 | Stop! Stop! Stop! | Константин Меладзе Алексей Крузин                            | [ 4 ]  |
| «HuMENology»                            | 2006 | L.M.L.            | Константин Меладзе Юрий Каминский                            | [ 7 ]  |
| «I Don’t Want a Man» (при участии ТНМК) | 2005 | L.M.L.            | Константин Меладзе Матвей Аничкин Александр Сидоренко Ариана | [ 7 ]  |
| «If You Could Just Let Me Go»           | 2004 | —                 | Константин Меладзе                                           | [ 52 ] |
| «Kill My Girlfriend»                    | 2003 | Stop! Stop! Stop! | Константин Меладзе Алексей Крузин                            | [ 4 ]  |
| «L.M.L.»                                | 2006 | L.M.L.            | Константин Меладзе Юрий Каминский                            | [ 7 ]  |
| «Let Me Introduce My Mama»              | 2003 | Stop! Stop! Stop! | Константин Меладзе Алексей Крузин                            | [ 4 ]  |
| «My Beloved»                            | 2006 | L.M.L.            | Константин Меладзе Юрий Каминский                            | [ 7 ]  |
| «No Joy And No Sorrow»                  | 2006 | L.M.L.            | Константин Меладзе Владимир Холяк                            | [ 7 ]  |
| «Stop! Stop! Stop!»                     | 2003 | Stop! Stop! Stop! | Константин Меладзе Алексей Крузин Игорь Рудый                | [ 4 ]  |
| «Take You Back»                         | 2004 | L.M.L.            | Константин Меладзе Алексей Крузин                            | [ 7 ]  |
| «Tell Me Lie»                           | 2006 | L.M.L.            | Константин Меладзе Юрий Каминский                            | [ 7 ]  |
| «Thank You For The Summer»              | 2003 | Stop! Stop! Stop! | Константин Меладзе Алексей Крузин Юрий Шепета                | [ 4 ]  |
| «Thunderstorm»                          | 2006 | L.M.L.            | Константин Меладзе Юрий Каминский                            | [ 7 ]  |
| «Till The Morning Light»                | 2003 | Stop! Stop! Stop! | Константин Меладзе Алексей Крузин Юрий Шепета                | [ 4 ]  |
| «Where I'm Gonna Find My Love»          | 2003 | Stop! Stop! Stop! | Константин Меладзе Алексей Крузин                            | [ 4 ]  |